# بوندای شمالی، نیو ساوت ولز
باندی شمالی (به انگلیسی: North Bondi) یک منطقهٔ مسکونی در استرالیا است که در نیو ساوت ولز واقع شده‌است.